# Aérodrome d'Anglesey
L'aérodrome d'Anglesey (code IATA : VLY • code OACI : EGOV) est un ancien aéroport situé à Llanfair-yn-Neubwll, sur l'île d'Anglesey, au pays de Galles. Il occupe une partie du site de RAF Valley (en), une base aérienne de la Royal Air Force.

## Histoire
Le gouvernement gallois annonce en 2007 l'ouverture d'une liaison quotidienne entre Anglesey et l'aéroport international de Cardiff, partiellement subventionnée par de l'argent public, afin d'améliorer le temps de transport entre le pays de Galles méridional et le pays de Galles septentrional, ce qui doit contribuer au développement économique du second.
La liaison est suspendue en mars 2020 pendant la pandémie de Covid-19. Elle est définitivement supprimée par le gouvernement gallois en juin 2022.